# The Complete Matrix Tapes
The Complete Matrix Tapes — концертный альбом нью-йоркской экспериментальной рок-группы The Velvet Underground, выпущенный 20 ноября 2015 года. Он включает в себя полные записи двухдневного выступления группы 26 и 27 ноября 1969 года в клубе Сан-Франциско The Matrix, принадлежавшего Марти Балину из Jefferson Airplane.

## Об альбоме
Выступление группы представляет собой один из тех редких случаев, когда Velvet Underground профессионально записывалась вживую, и хотя некоторые фрагменты этого концерта уже выходили в разных видах и сочетаниях (в частности на альбоме 1969: The Velvet Underground Live и в переиздании The Velvet Underground к его 45-летию, а также в виде гораздо менее качественной записи, сделанной любителем в Bootleg Series Volume 1: The Quine Tapes), это первый раз, когда все они собраны вместе. Кроме того, это первый раз, когда большая часть этого материала была представлена в версии на компакт-диске, полученной непосредственно с оригинальных лент, которые десятилетиями считались утерянными, а девять треков из этой коллекции ранее полностью не издавались ни в какой конфигурации.
Две песни с этих выступлений, «Over You» и «Sweet Bonnie Brown/It’s Too Much», никогда не выпускались группой в качестве студийных записей, и неизвестно, записывала ли она их когда-либо в студии. Такие песни, как «Sweet Jane» и «New Age», содержат тексты, значительно отличающиеся или расширенные по сравнению с их возможными студийными аналогами (которые будут выпущены в 1970 году на Loaded), в то время как другие номера, такие как "Sister Ray " и « White Light / White Heat» значительно длиннее своих студийных версий.

## Обзоры критиков
| Совокупная оценка    | Совокупная оценка |
| Источник             | Оценка            |
| -------------------- | ----------------- |
| Metacritic           | 86/100            |
| Оценки критиков      |                   |
| Источник             | Оценка            |
| Allmusic             | [ 2 ]             |
| The Austin Chronicle | [ 3 ]             |
| Classic Rock         | [ 4 ]             |
| The Guardian         | [ 5 ]             |
| Pitchfork            | 8.5/10            |
| Q                    | [ 7 ]             |
| Record Collector     | [ 8 ]             |
| Robert Christgau     | A−                |
| Rolling Stone        | [ 10 ]            |
| Uncut                | [ 11 ]            |

На Metacritic альбом получивший 86 баллов на основе 13 обзоров (что указывает на «всеобщее признание»), получил широкую похвалу как за качество звука, так и за мощь исполнения.

## Список композиций
Автор всех песен Лу Рид, кроме отмеченных.
| №   | Название                                     | Автор(ы)       | Длительность |
| --- | -------------------------------------------- | -------------- | ------------ |
| 1.  | «I'm Waiting for the Man»                    |                | 13:07        |
| 2.  | «What Goes On»                               |                | 8:53         |
| 3.  | «Some Kinda Love»                            |                | 4:58         |
| 4.  | «Heroin»                                     |                | 8:07         |
| 5.  | «The Black Angel’s Death Song»               | Джон Кейл, Рид | 6:19         |
| 6.  | «Venus in Furs»                              |                | 4:37         |
| 7.  | «There She Goes Again»                       |                | 3:13         |
| 8.  | «We're Gonna Have a Real Good Time Together» |                | 3:20         |
| 9.  | «Over You»                                   |                | 2:23         |
| 10. | «Sweet Jane»                                 |                | 5:11         |
| 11. | «Pale Blue Eyes»                             |                | 6:05         |
| 12. | «After Hours»                                |                | 2:56         |

| №   | Название                                     | Длительность |
| --- | -------------------------------------------- | ------------ |
| 1.  | «I'm Waiting for the Man»                    | 6:33         |
| 2.  | «Venus in Furs»                              | 5:11         |
| 3.  | «Some Kinda Love»                            | 4:04         |
| 4.  | «Over You»                                   | 3:02         |
| 5.  | «I Can't Stand It»                           | 7:54         |
| 6.  | «There She Goes Again»                       | 2:50         |
| 7.  | «After Hours»                                | 2:30         |
| 8.  | «We're Gonna Have a Real Good Time Together» | 3:40         |
| 9.  | «Sweet Bonnie Brown / Too Much»              | 7:50         |
| 10. | «Heroin»                                     | 10:05        |
| 11. | «White Light/White Heat»                     | 9:27         |
| 12. | «I'm Set Free»                               | 4:46         |

| №  | Название                                     | Автор(ы)                                  | Длительность |
| -- | -------------------------------------------- | ----------------------------------------- | ------------ |
| 1. | «We're Gonna Have a Real Good Time Together» |                                           | 3:15         |
| 2. | «Some Kinda Love»                            |                                           | 4:38         |
| 3. | «There She Goes Again»                       |                                           | 2:59         |
| 4. | «Heroin»                                     |                                           | 8:27         |
| 5. | «Ocean»                                      |                                           | 10:59        |
| 6. | «Sister Ray»                                 | Кейл, Стерлинг Моррисон, Рид, Морин Такер | 36:54        |

| №   | Название                                     | Длительность |
| --- | -------------------------------------------- | ------------ |
| 1.  | «I'm Waiting for the Man»                    | 5:30         |
| 2.  | «What Goes On»                               | 4:31         |
| 3.  | «Some Kinda Love»                            | 4:03         |
| 4.  | «We're Gonna Have a Real Good Time Together» | 3:24         |
| 5.  | «Beginning to See the Light»                 | 5:30         |
| 6.  | «Lisa Says»                                  | 5:59         |
| 7.  | «New Age»                                    | 6:28         |
| 8.  | «Rock & Roll»                                | 6:54         |
| 9.  | «I Can't Stand It»                           | 6:52         |
| 10. | «Heroin»                                     | 8:17         |
| 11. | «White Light/White Heat»                     | 8:42         |
| 12. | «Sweet Jane»                                 | 4:19         |

Общее время звучания: 4:34:42

## Участники записи
The Velvet Underground
- Лу Рид — ведущий и бэк-вокал, гитара
- Стерлинг Моррисон — гитара, бас-гитара, бэк-вокал
- Дуг Юл — ведущий и бэк-вокал, бас-гитара, орган
- Морин Такер — ведущий и бэк-вокал, ударные, перкуссия

### Дополнительный персонал
| - Билл Левенсон — продюсер компиляции - Мейре Мураками — дизайн - Дэвид Фрике — примечания к альбому - Кевин Ривс — мастеринг - Tardon — микширование - Дэн Роуз — менеджер по производству | - Моник МакГаффин Ньюман — менеджер по производству - Питер Абрам — запись - Сал Меркури — сбор информации, руководитель производства - Альфредо Гарсия, Лау Буур Нильсен, Оливер Ландемейн — помощь в изучении фотографий |